# Nabesna Road

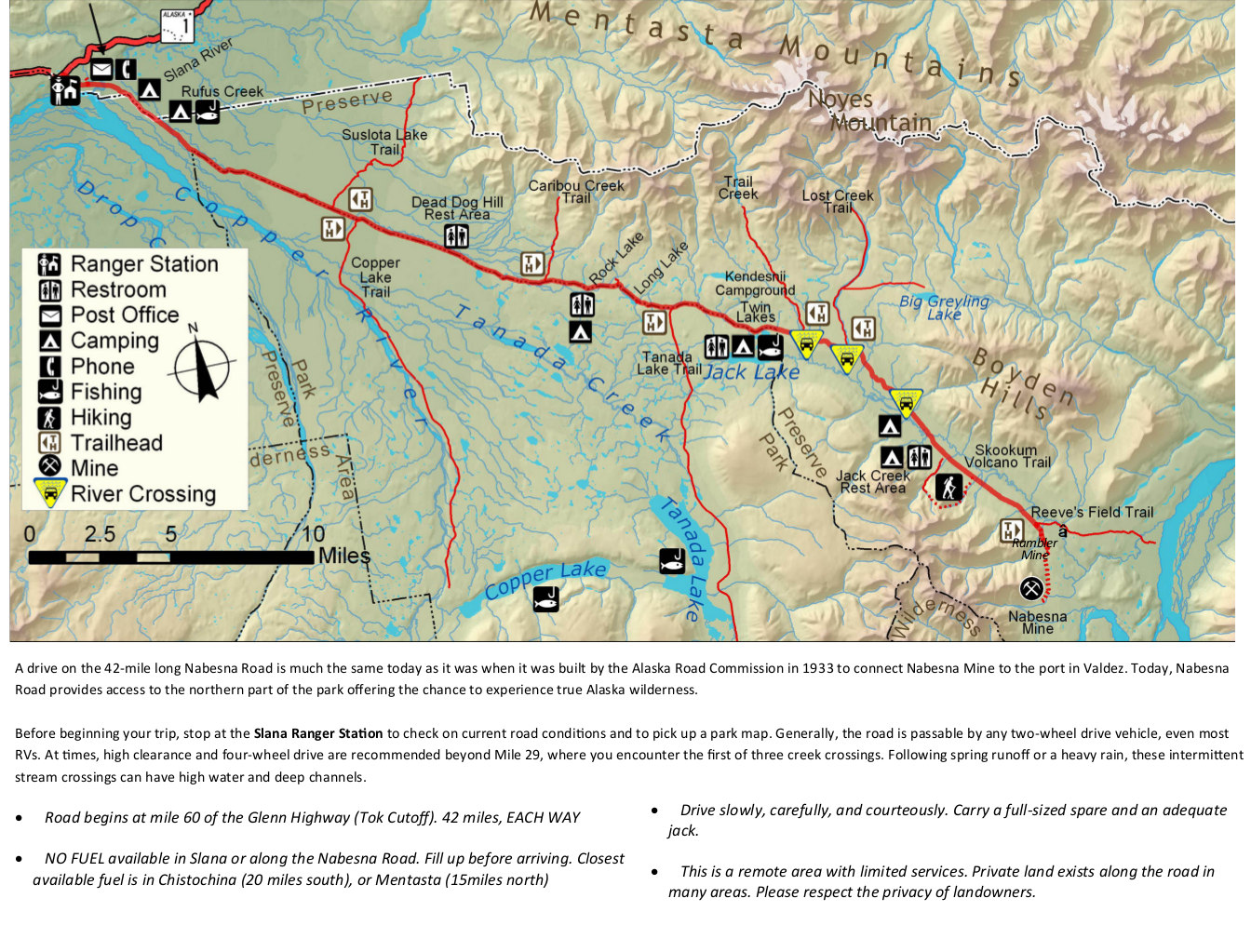
Verlauf

Die Nabesna Road ist eine 68 km lange Schotterstraße am Oberlauf des Copper River im Valdez-Cordova Census Area in Alaska. Sie verbindet Slana am Tok Cut-Off mit Nabesna im Wrangell-St.-Elias-Nationalpark. Neben der McCarthy Road ist sie eine von zwei Straßen, die in den Park führt.
Die Gebirgszüge Wrangell Mountains, Mentasta Mountains und Nutzotin Mountains umgeben den Straßenverlauf.
Die Straße wurde 1933 von der Alaska Road Commission gebaut, um die Mine bei Nabesna versorgen und das abgebaute Erz abtransportieren zu können. Heute wird sie vom Alaska Department of Transportation gewartet.